# Ardisia esculenta
Ardisia esculenta Pav. ex A.DC. – gatunek roślin z rodziny pierwiosnkowatych (Primulaceae). Występuje naturalnie w Peru. 

## Morfologia
PokrójZimozielony krzew.
LiścieBlaszka liściowa jest skórzasta i ma owalnie podługowaty kształt od eliptycznego do lancetowatego. Mierzy 7–10 cm długości oraz 2,5–3,5 cm szerokości, jest całobrzega, ma tępą lub klinową nasadę i spiczasty wierzchołek. Ogonek liściowy jest nagi i ma 6–10 mm długości.
KwiatyZebrane w wiechach wyrastających na szczytach pędów. Mają działki kielicha o owalnym kształcie i dorastające do 2–3 mm długości. Płatki są owalne i mają białą barwę.